# 遙かな歩み
『遙かな歩み』（はるかなあゆみ）は、髙田三郎が作曲した女声合唱組曲。全編でピアノ伴奏を伴う。作詩は村上博子。

## 概説
1970年（昭和45年）から翌年にかけて、それぞれ別の合唱団によって初演された3曲を組曲として再構成し、1972年にカワイ出版から出版された。高田と村上のコンビによる合唱組曲はほかに『雛の春秋』（1967年~69年）、『マリアの歌』（1999年）があり、全三作のちょうど中間に位置する作品である。
高田と村上はともにカトリックを信仰する者として共通点がある。高田は村上との出会いを「カトリック新聞の編集長の橋本さんという方が、新聞に毎号詩を載せていますけど読んでいてくださいますか、と電話がかかってきたんですが、その詩人が村上さんで、橋本さんからその詩集を送っていただいたのが村上さんと出会った最初です。おねえさんが亡くなられたのが大きな精神的できごとだったんですね。その詩が詩集のあとの部分に入っていて、はじめの半分に「雛」の詩が二十編以上あるんです。（中略）女性の中でこれだけ腰の決まっている人はいないなと思いました。センチメンタリズムがいっさいないんです。」とし、一方村上は「作曲していただきました二つの組曲『雛の春秋』と『遙かな歩み』については、私はこれらの詩が高田先生の歌の翼にのって、思いがけないほど多くの方々の心と声のあるところに運ばれましたことを、いつも深く感謝しております。そしてこれらの歌はもう作詩者の私をはるかに越したものですので、平凡な日常に心がゆるんでいることに気づく時、今どこかでだれかが、この歌をうたっていてくださるのだ、と思って襟を正す気持ちになり、私自身もまたこれらの歌にふさわしい人間になれますように、といつも祈っております。ライネル・マリア・リルケが手紙の中で「その詩を書いた者自身は、それらの言葉のはるか後方にひっそりととり残されているものだ」と書いていたのを思い出します。」と語る。

## 組曲構成
全3曲である。
1. 機織る星
初演は京浜女子大学合唱団で、蓑田良子の指揮。ニ長調。平成21年度全日本合唱コンクール課題曲。
「天の川にへだてられた牽牛星（アルタイル）と織女星（ヴェーガ）が七月七日の夜、一年に一度だけ会うという中国の伝説、日本語では「たなばた」、織姫、彦星となつかしく呼ばれているものについてであるが、この詩は、甘い物語では全くない。」「真実だけを直視し続けたため、織女星はこの世を見る眼を失くしてしまったのだろうか。そして人でないこの星は、メラニン色素がないために太陽の光の痛さを耐えながら、運命として与えられたこの仕事、きょうも絹を織っているのであろうか。」[2]
なお、44小節のrit.について、「その場だけでする方法と、次の小節までrit.を続ける方法が考えられます」[3]とされるが、「a tempoが落ちている」[4]と解釈する説が有力である。
2. 櫛
初演は浦和第一女子高等学校合唱団で、稲田浩の指揮。ト長調。
「ここでは、問うものはあなたで、あなた自身の必死といってもいい問題。答えるのもあなたで、あなたの全力を挙げた心からの答え。人ごととして歌っていては、この曲の真意は体得できない。」[5]
3. 花野
初演は四大学女声合唱連盟で、高田自らの指揮。
「なくてはならないもの、過酷なもの、悲しいもの、やさしいもの、すべて耐えなければならない宿命の歌である。」[6]

## 楽譜
カワイ出版から出版されている。